# Rhabdoblatta krasnovi
Rhabdoblatta krasnovi es una especie de cucaracha del género Rhabdoblatta, familia Blaberidae, orden Blattodea. Fue descrita científicamente por Bey-Bienko en 1969.

## Descripción
Mide 35,5 milímetros de longitud. La hembra es ligeramente más grande que el macho con el cuerpo marrón oscuro (más que el macho); frente oscura y tarso y pretarso amarillentos.

## Distribución
Se distribuye por China (Yunnan, Guangxi, Chongqing).